# Eponididae
Eponididae es una familia de foraminíferos bentónicos de la superfamilia Discorboidea, del suborden Rotaliina y del orden Rotaliida. Su rango cronoestratigráfico abarca desde el Paleoceno hasta la Actualidad.

## Clasificación
Eponididae incluye a las siguientes subfamilias y géneros:
- Subfamilia Eponidinae
  - Alabaminella
  - Cribrogloborotalia †
  - Donsissonia
  - Eponides
  - Ioanella
  - Poroeponides
  - Vernonina †
  - Vonkleinsmidoides
- Subfamilia Sestronophorinae
  - Hofkerina †
  - Neocribrella †
  - Paumotua
  - Planopulvinulina
  - Sestronophora †
  - Vonkleinsmidia
- Subfamilia Rectoeponidinae
  - Rectoeponides †

Otro género de Eponididae no asignado a ninguna subfamilia es:
- Porogavelinella

Otro género considerado en Eponididae y anteriormente clasificado en otra familia es:
- Neoeponides, antes en la familia Discorbidae

Otros géneros considerados en Eponididae son:
- Auriculina, de estatus incierto, considerado sinónimo posterior de Pulvinulina, o también de Discorbina
- Cidarollus de la subfamilia Eponidinae, de estatus incierto, considerado sinónimo posterior de Pulvinulina
- Conorbis de la subfamilia Eponidinae, considerado subgénero de Eponides, Eponides (Conorbis), pero considerado nomen nudum
- Cribroeponides de la subfamilia Eponidinae, aceptado como Eponides
- Cyclospira de la subfamilia Eponidinae, aceptado como Neoeponides
- Placentula de la subfamilia Eponidinae, aceptado como Eponides
- Podoliella de la subfamilia Eponidinae, aceptado como Eponides
- Pulvinulina de la subfamilia Eponidinae, considerado subgénero de Eponides, Eponides (Pulvinulina), y aceptado como Eponides
- Pulvinulus de la subfamilia Eponidinae, aceptado como Eponides